# Microtropis
Microtropis es un género de plantas con flores pertenecientes a la familia Celastraceae. Comprende 110 especies descritas y de estas, solo 32 aceptadas.

## Taxonomía
El género fue descrito por Wall. ex Meisn. y publicado en Plantarum vascularium genera secundum ordines ... 1: 68. 1837. La especie tipo es: Microtropis discolor (Wall.) Wall. ex Meisn. 

## Especies seleccionadas
- Microtropis apiculata
- Microtropis areolata
- Microtropis argentea